# Oenochroma caprina
Oenochroma caprina är en fjärilsart som beskrevs av Lucas 1900. Oenochroma caprina ingår i släktet Oenochroma och familjen mätare. Inga underarter finns listade i Catalogue of Life.